# 蒲察世傑
蒲察世傑，金朝将领，本名阿撒、阿散，女真族，蒲察氏，曷苏馆（治今辽宁瓦房店市境）斡笃河人，迁居辽阳。
蒲察世傑勇力绝伦，能以拳击牛，折肋而死。在梁王完颜宗弼军中。后随完顏宗敏至东京（今辽宁辽阳市）。金熙宗皇统九年（1149年），完颜亮即位，为护卫。令他诛杀有异志的诸王者，蒲察世杰受诏，不肯诛杀，完颜亮面责，但爱其勇而未加罪。正隆四年（1159年），授同知安国军节度使事。入朝为宿直将军。曾劝阻完颜亮攻宋，应该首先集中镇压契丹起义军，不被采纳。正隆六年（1161年），攻南宋，授郑州防御使，领武捷军副总管。金军渡淮时领三千兵护粮饷东下，在和州（治今安徽和县）击败宋军五万人。金世宗大定初年，在石壕镇击败宋兵，破陕州，并迎击来自潼关的宋援兵，复取虢州。历任卫州防御使、河南路统军都监、西北路副统。跟随仆散忠义镇压契丹起义军，改华州防御使，与徒单合喜经略陇右。在德顺击败宋军二万，使其弃城逃走。改任亳州防御使。四迁至通远军节度使。大定十八年（1178年），任弘州刺史、弦州刺史，复亳州防御使。战中，屡戒士卒勿杀掠。